# Її мандрівна душа
Її мандрівна душа (англ. Her Pilgrim Soul) — перший сегмент 12-го епізоду 1-го сезону телевізійного серіалу «Зона сутінків».

## Синопсис
Двоє молодих вчених, Кевін Дрейтон та Ден Ґеддіс, завершують розробку спеціальної програми, якій присвятили багато років своєї праці, метою програми є створення голографічних зображень методом комп'ютерних маніпуляцій. За невідомих причин на екрані проектору з'являється ембріон людини приблизно восьмого-дев'ятого місяця вагітності. Спочатку розробники вважають, що трапився збій системи, та марно намагаються видалити зайве зображення. Так і не змігши налаштувати програму, вчені покидають свою лабораторію на ніч.
Наступного дня, з'явившись в лабораторії, Кевін помічає, що вчорашній ембріон перетворився на маленьку дівчинку, яка поводить себе так само, як і звичайна дитина її віку. Вчений робить припущення, що в програму вселилася чиясь душа, однак його колега, Ден, будучи переконаним атеїстом, заперечує це, стверджуючи, що взагалі не вірить в існування душі. Підрахувавши темпи «дорослішання» «дівчинки», розробники програми роблять висновок, що зображення «старіє» на десять років кожен день. Далі вони починають розмовляти з «дівчинкою» та дізнаються від неї, що її звати Нола Ґренвіл, що вона жила у містечку Вестчестер, яке знаходиться в Нью-Йорку, ще в першій половині ХХ сторіччя, та, коли вона називає точну адресу свого помешкання, Кевін їде туди, щоб знайти її рідних. Там він дізнається, що Нола Ґренвіл дійсно мешкала в тому домі, однак недовго — посварившись з батьком через чоловіка на ім'я Роберт, вона покинула свою домівку. Поспілкувавшись після цього із зображенням, яке вже перетворилося на молоду жінку, Кевін переконується, що це — та сама «людина». В процесі спілкування вчений починає тісно товаришувати та навіть прив'язуватися до віртуальної Ноли, проте вона кожен день невпинно старішає. Далі Кевін знаходить давнього знайомого Ноли, літнього чоловіка, від якого дізнається, що жінка померла ще у 1943, у віці тридцяти п'яти років, переживши свого чоловіка Роберта.
Наприкінці епізоду вже немолода Нола каже Кевінові, що настав її час іти. Вчений, починаючи відчувати біль втрати, намагається її втримати, однак нічого не виходить. В час прощання Нола розповідає про справжню мету її «візиту» до лабораторії — вона хотіла прожити ще раз своє життя, і прожити його з Кевіном. Після тривалої розмови Нола все-таки прощається з розробником програми та зникає назавжди, залишивши його на самоті. В цей час у лабораторії дзвонить телефон. Охоронець повідомляє Кевінові, що приїхала його дружина Керол, на що чоловік дає дозвіл її пропустити. Після цього експерименту відносини між Кевіном та Керол, які до цього були зіпсовані, набирають нових обертів.

## Оповіді

### Заключна оповідь
«Схилившись над каміном, що мерехтить вугіллям, ти нарікай, що швидко так пішло кохання, що піднялось воно у гори у захмарні, серед зірок обличчя своє розчинило… Фантазія на вірші Вільяма Батлера Єйтса всім люблячим, тим, хто загубив кохання, та тим, хто знайшов його знову на Землі або за її межами, в зоні сутінків».

## Цікаві факти
- Епізод не має оповіді на початку.
- Гері Коул, актор, що виконував роль Дена в епізоді, знімався також у кінострічці «Twilight Zone: Rod Serling's Lost Classics», яка вийшла у 1994.
- Сценарій до епізоду був пізніше використаний для постановки мюзиклу «Дивний роман» (англ. Weird Romance).
- Однойменна історія, що стала основою сценарію для епізоду, написана Аланом Бреннертом та входить у його колекцію коротких історій.
- Хід, який зробив Кевін для того, щоб завдати поразки Нолі під час гри у шахи, називається «спертий мат» (англ. smothered mate).

## Ролі виконують
- Крістофер Таборі — Кевін Дрейтон
- Енн Твоумі — Нола Ґренвіл
- Ґері Коул — Деніел Ґеддіс
- Венді Джирард — Керол Дрейтон
- Бетсі Лайкон — Нола у п'ятирічному віці
- Деніка МакКіллар — Нола у десятирічному віці
- Кетрін Валлак — С'юзан
- Річард МакҐонаґл — Лестер
- Нельсон Велч — Раскін

## Реліз
Прем'єра епізоду відбулась у Великій Британії 13 грудня 1985.